# Горногоришка кула
Горногоришката кула (на албански: Kulla në fshatin Goricë) е е историческа османска постройка, жилищна кула в малопреспанското село Горна Горица, Република Албания. В 1973 година е обявена за архитектурен паметник на Албания под № 1886.